# Рафаль
Рафаль (ісп. Rafal) — муніципалітет в Іспанії, у складі автономної спільноти Валенсія, у провінції Аліканте. Населення — 4634 особи (2022).

## Географія
Муніципалітет розташований на відстані близько 360 км на південний схід від Мадрида, 41 км на південний захід від Аліканте.

## Демографія
Динаміка населення (INE ):

## Галерея зображень

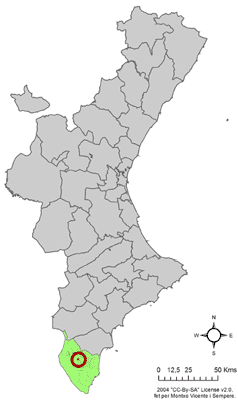
Розташування муніципалітету Рафаль у автономній спільноті Валенсія
Розташування муніципалітету у комарці Вега-Баха-дель-Сегура